# انجمن مهندسان شیمی
```
انجمن
 مهندسان شیمی
(به 
انگلیسی
:
 
Institution of Chemical Engineers به صورت مخفف IChemE
)
 یک 
موسسه
 
بین‌المللی
 در زمینه 
مهندسی شیمی
 است که در بیش از ۱۲۰ 
کشور
 بیش از ۳۳۰۰۰ 
عضو
 دارد. این 
انجمن
 در سال ۱۹۲۲ تأسیس شد و در حال حاضر در 
بریتانیا
، 
نیوزلند
، 
استرالیا
، 
مالزی
، 
چین
 و 
سنگاپور
 دفتر دارد.این انجمن در زمینه ایجاد 
اساسنامه
 ، 
تولید محتوا
 و 
مقاله
 ، برگزاری کنگره و سمینار فعالیت دارد.
```

## جستار های وابسته
- مهندسی شیمی
- انجمن مهندسان شیمی آمریکا